# キャスター・セメンヤ
キャスター・セメンヤ（Caster Semenya、1991年1月7日 - ）は、南アフリカ共和国の陸上競技選手。2009年ベルリン世界陸上、2011年大邱世界陸上、2012年ロンドンオリンピック、2016年リオデジャネイロオリンピック、2017年ロンドン世界陸上の金メダリストである。現在は南アフリカリーグ・女子サッカーのサッカー選手。

## 経歴
セメンヤは、800mを得意とする南アフリカの女子中距離選手である。2009年にベルリンで開催された世界選手権では、南アフリカ代表として800mで金メダルを獲得した。2012年ロンドンオリンピックの開会式では南アフリカ選手団の旗手を務めた。性別検査をめぐり、一部の結果がマスコミに漏れたこと、テストステロン値の高い女子選手としての世界陸上での取り扱いをめぐり注目を集めた。テストステロン値が高い女性の出場資格をめぐり、2018年6月にはスポーツ仲裁裁判所(CAS)に規定無効を訴えたが、訴えはその後に退けられた。陸上競技を引退した後は、サッカー選手として活動している。

## 私生活
南アフリカで10代のころから陸上競技を始め、18歳で国際試合に出るようになった。ランナーになることで家族を経済的に支え、家族の中で初めて母は冷蔵庫を買うことができた。2016年1月に、同じ陸上選手で長年の恋人であったバイオレット・ラセボヤと同性結婚をしている。

## 性別検査
祖母やコーチによると、男性のようなルックスであることから子供の頃からいじめられ、何度も性別を疑われていたという。
世界陸上2009での金メダル獲得後、前回大会の金メダリストで2位のジェネス・ジェプコスゲイ（ケニア）に2秒以上の大差をつけ当季世界最高のタイムで圧勝したことや、筋肉質な体格、低い声などから性別を疑われ、国際陸上競技連盟 (IAAF) は医学的な調査を始めた。性別検査の結果は公式には公表されなかったが、一部の結果はマスコミに漏れ、9月11日付のオーストラリア紙シドニー・モーニング・ヘラルドなどによると、医学的検査の結果子宮と卵巣が無く体内に精巣があり、通常の女性の3倍以上のテストステロン（男性ホルモンの一種）を分泌していることが判明し、性分化疾患を有していると報じられた。
当時の苦痛をセメンヤは「ある日、医学的なあれやこれやのせいで、自分は女性ではないと言われることを想像してみてほしい。考えてほしい。全世界の目に、あなたは今や、自分が知っている自分とは違う何かになっている。そして、全世界があなたについて議論する。あなたが死ぬその日まで、あなたは性器や性別、セックスなどについてのジョークのオチにされ続ける」と語る。セメンヤ本人はインターセックスであるとの表現は好まず、自身を「他の女性とは違うタイプの女性」と語る。
IAAFは「人為的なものではないためセメンヤの金メダルが剥奪される可能性は無いだろう」としているものの、過去に同様のケースで4人が競技生活を断念するよう求められている。最終判断は11月20、21日の両日に開かれるIAAFの理事会で行われ、セメンヤの金メダルは確定、性別検査の結果は公表されないと発表した。
世界陸上2009の後、セメンヤは非公式に大会への出場の自粛を求められていた。これに反発したセメンヤ側は大会へのエントリーを強行し、2010年3月30日に南アフリカ陸連から公式な出場停止処分を受けた。セメンヤ側の弁護士は、国際陸連は性別問題を法廷に持ち込まれ判例となることを避けるだろうという想定に基づいて、訴訟を前提として6月第一週までに国際陸連にこの問題に対する決定を下すよう文書で要請した。
6月には性別検査をクリアした上で競技に復帰する意向を表明。同年7月6日、国際陸連がセメンヤの女性として競技復帰を認めることが公式に発表された。セメンヤ側の弁護士は国際陸連と10ヶ月に及ぶ交渉を重ね、詳細は明らかではないが「画期的な和解」に達したという声明を出している。復帰の舞台は、同7月にフィンランドで行われた国際競技会となった。
国際陸上競技連盟(IAAF)は2018年4月に「テストステロン値が高い女性の出場資格を制限する」という内容の新規定を2018年11月から導入すると発表した。セメンヤと南アフリカ陸連は、同規定の無効を求めて2018年6月にスポーツ仲裁裁判所(CAS)に訴えた。スポーツ仲裁裁判所は2019年5月1日に「テストステロン値が高い女性の出場資格を制限する」という国際陸上競技連盟の新規定を容認し、セメンヤらの訴えを棄却した。今後、セメンヤが大会に出場するには、テストステロン値を下げる薬の服用が必要とされる。セメンヤは薬を服用せず、不服申し立てを行う意向を表明したが、CASに次いでスイス連邦最高裁（ＳＦＴ）に訴えた裁判でも2020年9月にセメンヤの敗訴が確定した。SFTは競技の前提条件として女性アスリートに薬物、または外科的処置を施すことはスイスの公序に反しないと見解を示したが、セメンヤは「世界陸連が私に薬を投与したり、私が私であることをやめさせることを拒否する。私は女性が生まれたままの形で自由に走れるようになるまで、トラック内外で女性アスリートの人権のために戦い続ける」としている。

## サッカーキャリア
2019年9月、セメンヤは陸上競技を引退し、Janine van Wykが所有する南アフリカ SAFA Sasol女子リーグ協会のサッカークラブJVW FCに加入した。

## 自己ベスト
- 400m - 49秒62（2018年9月8日）
- 800m - 1分54秒25（2018年6月30日）
- 1500m - 3分59秒92（2018年5月4日）

## 主な実績
| 年   | 大会                         | 場所                         | 種目  | 結果    | 記録      |
| ---- | ---------------------------- | ---------------------------- | ----- | ------- | --------- |
| 2009 | 2009年世界陸上選手権         | ベルリン（ドイツ）           | 800m  | 1位     | 1分55秒45 |
| 2011 | 2011年世界陸上選手権         | 大邱（大韓民国）             | 800m  | 1位     | 1分56秒35 |
| 2012 | ロンドンオリンピック         | ロンドン（イギリス）         | 800m  | 1位     | 1分57秒23 |
| 2015 | 2015年世界陸上選手権         | 北京（中国）                 | 800m  | 8位(sf) | 2分03秒18 |
| 2016 | リオデジャネイロオリンピック | リオデジャネイロ（ブラジル） | 800m  | 1位     | 1分55秒28 |
| 2017 | 2017年世界陸上選手権         | ロンドン（イギリス）         | 800m  | 1位     | 1分55秒16 |
| 2017 | 2017年世界陸上選手権         | ロンドン（イギリス）         | 1500m | 3位     | 4分02秒90 |